# Pierre Gosnat
Pour les articles homonymes, voir Gosnat.
Pierre Gosnat, né le 20 août 1948 dans le 11e arrondissement de Paris (Seine) et mort le 25 janvier 2015 à l'hôpital du Val-de-Grâce dans le 5e arrondissement de Paris, est un homme politique français.
Membre du Parti communiste français, il est député de la 10e circonscription du Val-de-Marne de 2007 à 2012 et maire d'Ivry-sur-Seine de 1998 à 2015.

## Biographie

### Famille et études
Pierre Gosnat est le fils de Georges Gosnat (1914-1982), ancien sous-secrétaire d’État, ancien député communiste et membre du comité central du PCF de 1954 à 1982, et de Denise Bastide (1916-1952), résistante, déportée et ancienne députée communiste.
Il est le petit-fils de Venise Gosnat (1887-1970), figure historique du PCF et maire-adjoint d’Ivry-sur-Seine de 1935 à 1965.
Pierre Gosnat fait ses études secondaires au lycée Romain Rolland d’Ivry-sur-Seine puis il obtient un diplôme universitaire de technologie en carrières sociales à l'Institut universitaire de technologie de Paris.

### Parcours politique
Pierre Gosnat dirige l'office municipal de la jeunesse d'Ivry-sur-Seine de 1971 à 1973,.
De 1974 à 1985, il est secrétaire de la section du PCF d'Ivry-sur-Seine. À partir de 1983, il rentre au conseil municipal d'Ivry-sur-Seine sous le mandat de Jacques Laloë d'abord comme conseiller municipal jusqu'en 1985 puis comme maire-adjoint jusqu'en 1998. Le 1er décembre 1998, Pierre Gosnat devient maire d'Ivry-sur-Seine à la suite de la démission de Jacques Laloë,.
De 1986 à 2004, il est conseiller régional d'Île-de-France dont il est le vice-président du groupe communiste de 1998 à 2004.
Le 17 juin 2007, Pierre Gosnat est élu député de la 10e circonscription du Val-de-Marne à l'issue du 2d tour avec 64,70 % des voix face à Philippe Bachschmidt (UMP) qui obtient 35,30 % des voix. Au palais Bourbon, il est membre du groupe de la Gauche démocrate et républicaine et fait partie de la commission des Affaires économiques. Pierre Gosnat se représente aux législatives de 2012, en ballotage au 2d tour, il se retire et Jean-Luc Laurent (MRC) lui succède à l’Assemblée nationale.
De 2014 à 2015, il est président de la communauté d'agglomération Seine Amont.

### Vie privée
Pierre Gosnat était marié et père de cinq enfants.

#### Fait divers
Fin mai 2013, Pierre Gosnat et son épouse sont victimes d'une agression à leur domicile durant laquelle ils sont ligotés par le malfaiteur. La police interpellera un employé de la ville.

### Décès et hommage
Pierre Gosnat meurt le 25 janvier 2015 à l'hôpital du Val-de-Grâce à l'âge de 66 ans des suites d'un cancer du poumon,.
Un hommage lui est rendu le 31 janvier 2015 devant la mairie d'Ivry-sur-Seine en présence de nombreux élus,,.

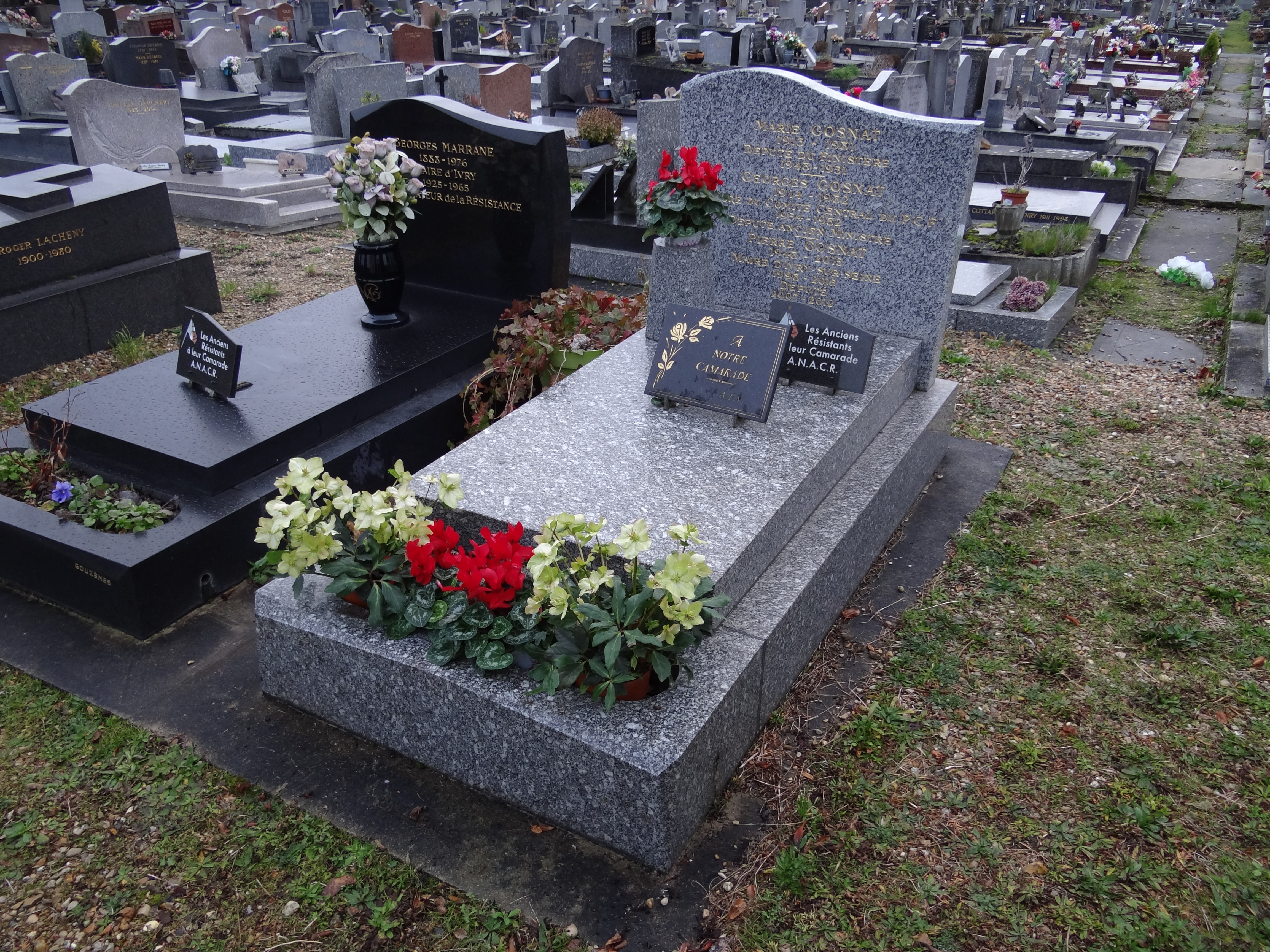
La tombe de Pierre Gosnat au cimetière nouveau d'Ivry-sur-Seine (Val-de-Marne).

Pierre Gosnat est inhumé au nouveau cimetière d'Ivry-sur-Seine dit cimetière Monmousseau.

## Mandats

### Mandat parlementaire
- 20 juin 2007 - 19 juin 2012 : Député de la 10e circonscription du Val-de-Marne

### Mandats locaux
- 1983 - 1985 : Conseiller municipal d'Ivry-sur-Seine
- 1985 - 30 novembre 1998 : Adjoint au maire d'Ivry-sur-Seine
- 1986 - 2004 : Conseiller régional d'Île-de-France[16]
- 1er décembre 1998 - 25 janvier 2015 : Maire d'Ivry-sur-Seine
- avril 2014 - 25 janvier 2015 : Président de la communauté d'agglomération Seine Amont

## Décorations
- Chevalier de la Légion d'honneur (18 avril 2014), remise le 30 septembre 2014 par Julien Lauprêtre, président du Secours populaire français[17],[18].